# 加拉維托縣

加拉維托縣在蓬塔雷納斯省的位置

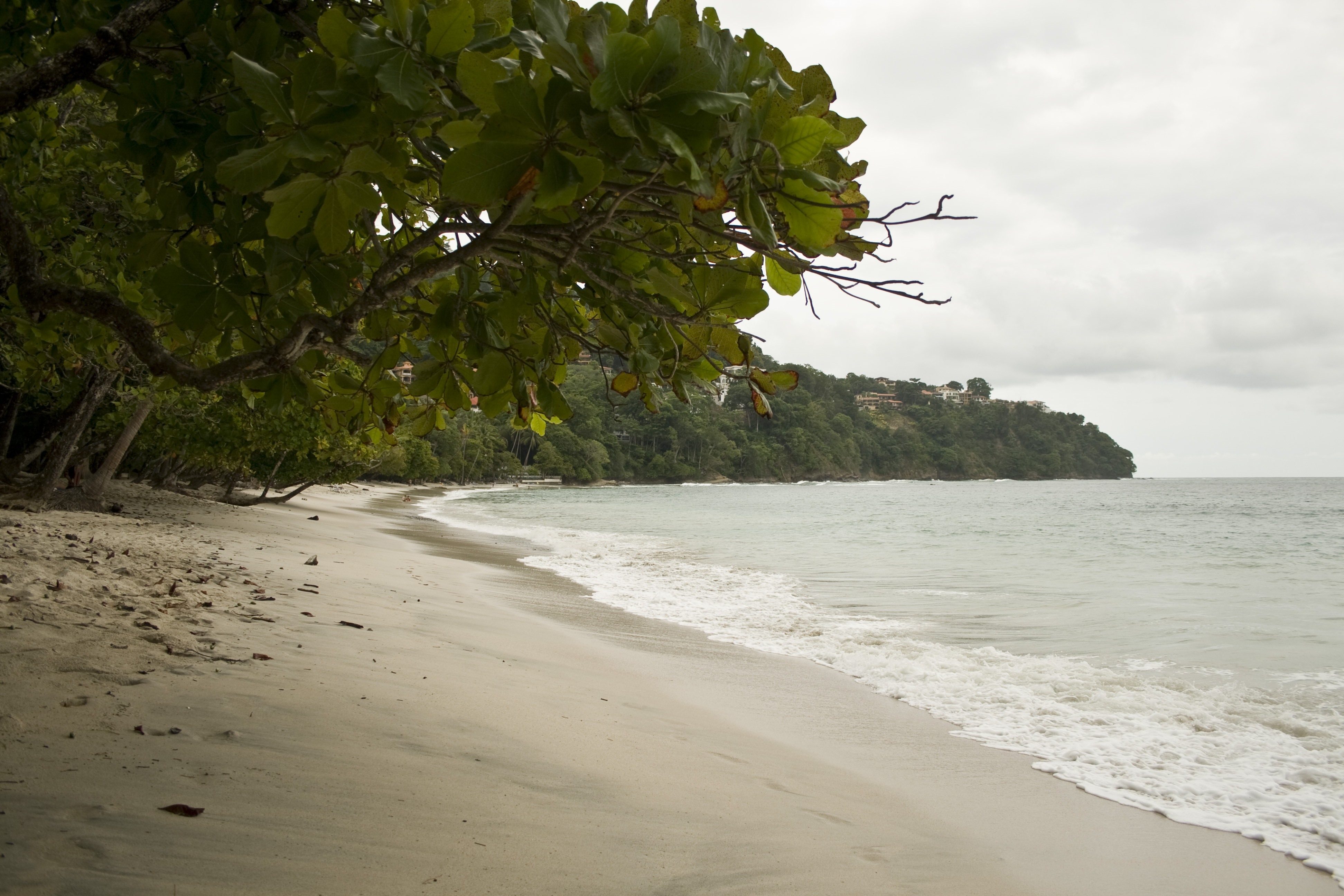

加拉維托縣（西班牙語：Cantón de Garabito），是哥斯達黎加蓬塔雷納斯省的縣份，位於該國西部，首府設於哈科，始建於1980年9月25日，面積316.31平方公里，2011年人口115,009人，人口密度每平方公里363.6人。
9°42′35″N 84°36′52″W / 9.70972°N 84.61444°W